# Töw-Aimag
Koordinaten: 47° 42′ N, 107° 0′ O
Der Töw-Aimag (mongolisch Төв Аймаг ‚Zentral-Aimag‘) ist ein Aimag (Provinz) in der Mongolei.
Die eigenständig verwaltete Hauptstadt Ulaanbaatar liegt als Enklave innerhalb dieses Aimags.

## Geographie
Der Aimag umfasst den westlichen Teil des Chentii-Gebirges, die Berge rings um die Hauptstadt, sowie im Süden und Westen Flächen von vorwiegend hügeliger Steppe. Der wichtigste Wasserlauf ist der Tuul Gol, welcher durch Ulaanbaatar fließt und später in den Orchon mündet.

## Bevölkerung
Der Töw-Aimag wird vorwiegend von Chalcha-Mongolen bewohnt, es gibt aber auch kleine Gruppen von ethnischen Kasachen (1,1 %) und Burjaten (0,9 %).

## Verkehr
Der zentrale Verkehrsknotenpunkt liegt in der Enklave Ulaanbaatar, welches den größten Bahnhof der Transmongolischen Eisenbahn, den Internationalen Flughafen Bujant-Uchaa und den Chinggis Khaan International Airport beherbergt. Einen kleinen Flugplatz mit einer unbefestigten Landebahn gibt es auch in der Aimag-Hauptstadt Dsuunmod.

## Kultur
Mandsushir Chiid in der Nähe von Zuunmod im Bogdkhaan Uul Nationalpark. Es wurde 1733 gegründet und beherbergte 20 Tempel und 300 Mönche. Das meiste davon wurde 1932 von den Kommunisten zerstört. Der letzte Tempel wurde nach der Demokratisierung wieder restauriert und enthält nun ein kleines Museum.
In der Region befindet sich ein Reiterstandbild des Dschingis Khan, das 2011 mit einer Höhe von rund 40 Metern die höchste Reiterstatue der Welt war.

### Sport
Der Fußballverein Tuv Buganuud spielt in der höchsten Spielklasse der Mongolei: der National Premier League. Heimstadion ist das Football Centre MFF mit etwa 5.000 Plätzen.

## Nationalparks
Der Gorchi-Tereldsch-Nationalpark wurde 1993 gegründet. Er umfasst einen Teil des Chentii-Gebirges. Besonders bekannt ist er für seine teilweise spektakulären Felsformationen, darunter ein Fels, welcher aus der richtigen Perspektive wie eine riesige Schildkröte aussieht. Die Landschaft ist von alpinem Charakter, mit Lärchen- und Kiefernwäldern, sprudelnden Bergbächen und einer sehr vielseitigen Flora und Fauna.
Im Nationalpark Chustain Nuruu etwa 120 km südwestlich von Ulaanbaatar wurden ab 1993 die ursprünglichen Wildpferde Takhi (Przewalski-Pferd) der Mongolei wieder ausgesetzt. Das Projekt ist sehr erfolgreich und die Tiere haben sich zu einer Attraktion sowohl für Wissenschaftler wie für Touristen entwickelt.
Der Berg Bogd Khan Uul südlich von Ulaanbaatar gilt schon seit 1778 als Schutzgebiet, da er als heilig angesehen wurde. Im Sozialismus wurde er auch formell zum Nationalpark erhoben. Dadurch wurde die Zersiedelung der Landschaft rings um die Hauptstadt in südlicher Richtung verhindert.

## Maidar City
Im Sum Sergelen ist zur Entlastung der mongolischen Hauptstadt Ulaanbaatar das Städtebauprojekt Maidar City geplant. Durch dieses Projekt wird sich die Bevölkerungszahl dieses Aimags vervielfachen.

## Verwaltungsgliederung

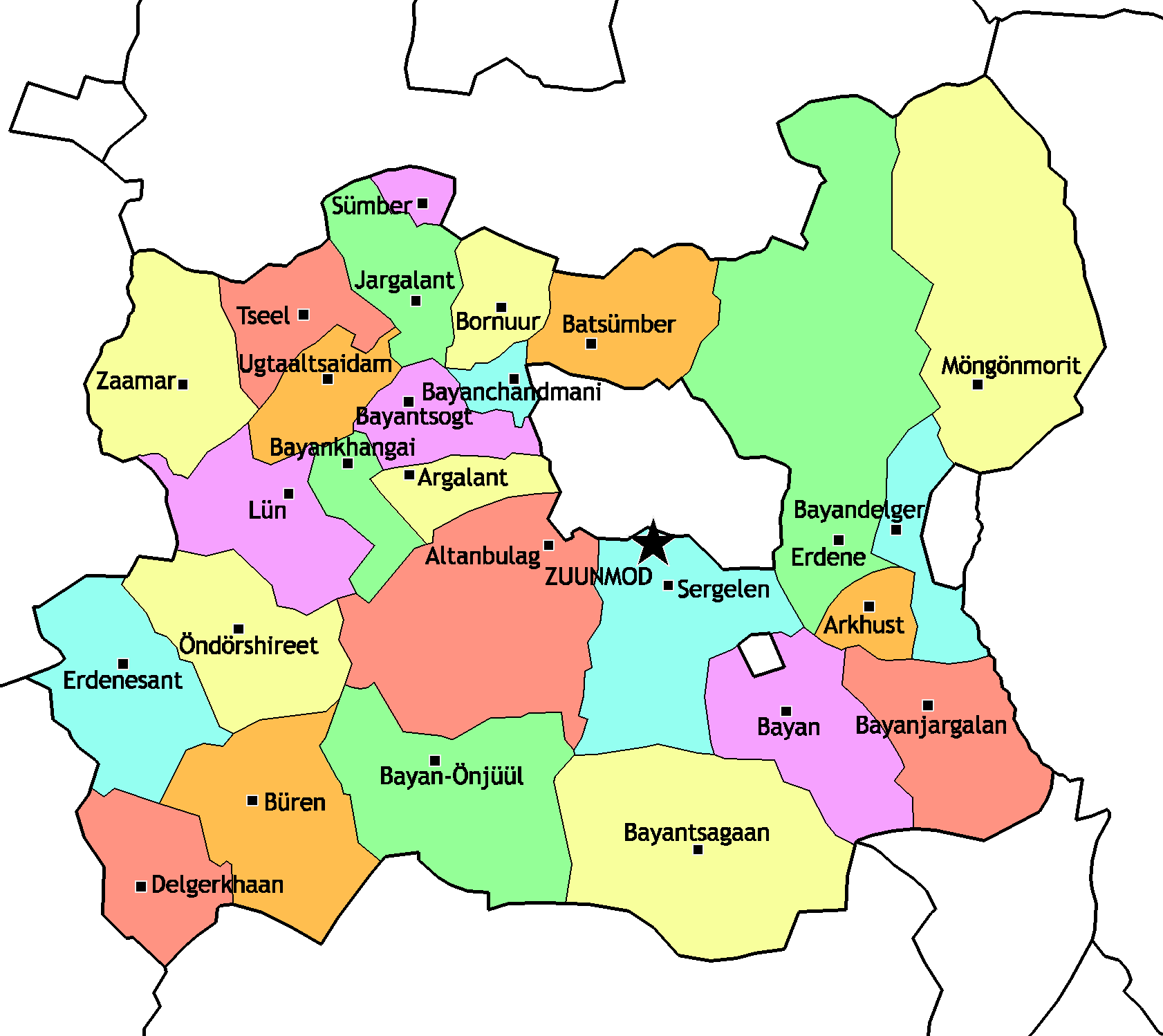
Die Sum des Töw-Aimag (englische Schreibweise der Namen)

| Sum              | Mongolisch   | Bevölkerung 1980 | Bevölkerung 1986 | Bevölkerung 1992 | Bevölkerung 1998 | Bevölkerung 2005 | Bevölkerung 2007 | Bevölkerung 2007 |
| Sum              | Mongolisch   | Bevölkerung 1980 | Bevölkerung 1986 | Bevölkerung 1992 | Bevölkerung 1998 | Bevölkerung 2005 | Gesamt           | Sum Zentrum      |
| ---------------- | ------------ | ---------------- | ---------------- | ---------------- | ---------------- | ---------------- | ---------------- | ---------------- |
| Altanbulag       | Алтанбулаг   | 2.701            | 2.857            | 3.357            | 3.622            | 3.104            | 3.079            | 1.427            |
| Archust          | Архуст       | 1.431            | 2.006            | 2.260            | 2.086            | 1.671            | 1.371            | 516              |
| Argalant         | Аргалант     | 1.530            | 1.941            | 2.689            | 2.505            | 1.892            | 1.955            | 916              |
| Bajan            | Баян         | 2.847            | 3.385            | 2.903            | 2.575            | 2.062            | 2.093            | 1.166            |
| Bajanchangaj     | Баянхангай   | 1.357            | 2.062            | 2.270            | 1.693            | 1.498            | 1.401            | 746              |
| Bajandelger      | Баяндэлгэр   | 2.506            | 2.600            | 2.655            | 2.203            | 1.226            | 1.165            | 580              |
| Bajandschargalan | Баянжаргалан | 1.377            | 1.302            | 1.718            | 1.788            | 1.583            | 1.623            | 609              |
| Bajantschandman  | Баянчандмань | 3.244            | 4.059            | 4.769            | 3.641            | 3.268            | 3.322            | 1.311            |
| Bajantsogt       | Баянцогт     | 3.505            | 3.575            | 3.987            | 3.406            | 1.890            | 2.020            | 958              |
| Bajan-Öndschüül  | Баян-Өнжүүл  | 2.759            | 2.621            | 2.918            | 2.817            | 2.538            | 2.560            | 579              |
| Bajantsagaan     | Баянцагаан   | 2.128            | 2.236            | 2.683            | 2.737            | 2.369            | 2.173            | 988              |
| Batsümber        | Батсүмбэр    | 5.390            | 5.810            | 6.505            | 6.786            | 6.358            | 6.525            | 2.325            |
| Bornuur          | Борнуур      | 3.816            | 4.031            | 5.145            | 4.454            | 4.372            | 4.693            | 3.233            |
| Büren            | Бүрэн        | 2.714            | 2.718            | 3.452            | 3.624            | 3.303            | 3.209            | 614              |
| Delgerchaan      | Дэлгэрхаан   | 2.006            | 1.867            | 2.294            | 2.499            | 2.033            | 2.016            | 635              |
| Dschargalant     | Жаргалант    | 4.218            | 4.941            | 6.038            | 5.975            | 5.798            | 5.781            | 2.156            |
| Erdene           | Эрдэнэ       | 4.523            | 4.365            | 4.067            | 3.485            | 3.424            | 3.607            | 1.398            |
| Erdenesant       | Эрдэнэсант   | 3.472            | 4.735            | 5.757            | 5.855            | 5.011            | 5.010            | 1.893            |
| Lün              | Лүн          | 2.644            | 2.400            | 3.245            | 3.151            | 2.595            | 2.515            | 1.302            |
| Möngönmort       | Мөнгөнморьт  | 2.091            | 2.099            | 2.363            | 2.197            | 1.923            | 1.902            | 908              |
| Öndörschireet    | Өндөрширээт  | 2.111            | 2.112            | 2.471            | 2.525            | 1.927            | 2.006            | 582              |
| Sergelen         | Сэргэлэн     | 2.490            | 2.280            | 2.831            | 2.422            | 1.855            | 1.884            | 199              |
| Sümber           | Сүмбэр       | 1.133            | 1.608            | 2.265            | 2.210            | 1.637            | 1.646            | 690              |
| Tseel            | Цээл         | 2.318            | 2.728            | 3.605            | 3.988            | 2.513            | 2.352            | 1.568            |
| Ugtaal           | Угтаал       | 3.366            | 4.003            | 5.007            | 4.139            | 2.397            | 2.274            | 1.413            |
| Zaamar           | Заамар       | 2.354            | 3.030            | 4.002            | 5.645            | 5.721            | 5.816            | 1.494            |
| Zuunmod          | Зуунмод      | 9.649            | 12.739           | 20.285           | 16.037           | 14.600           | 14.830           | 14.568           |